# Hemaris galunae
Hemaris galunae ist ein Schmetterling (Nachtfalter) aus der Familie der Schwärmer (Sphingidae).

## Merkmale
Die Falter haben eine Flügelspannweite von 44 bis 51 Millimetern. Sie haben große Ähnlichkeit mit Hemaris tityus sowie der in der östlichen Paläarktis verbreiteten Hemaris radians, haben jedoch eine breitere Marginalbinde auf beiden Flügelpaaren. Die Ausdehnung der hellgelben Beschuppung auf der schwarzen Beschuppung, die sich am basalen Bereich, sowie dem Innenrand auf beiden Seiten der Hinterflügel befindet, liegt zwischen der von Hemaris tityus und Hemaris radians. Ähnlichkeit besteht auch mit Hemaris askana, das Grün am Thorax ist jedoch mehr gelblich. Die Hinterleibsbüschel sind nahezu schwarz, mit wenigen hellbraunen oder hellgelben, haarförmigen Schuppen, die bei Hemaris tityus und Hemaris radians den schwarzen Büschel stärker durchsetzen. Die Fühler sind kürzer und im letzten Drittel etwas breiter als bei Hemaris tityus und nähern sich damit der Gestalt derer von Hemaris radians an.

## Vorkommen und Lebensweise
Die Falter sind tagaktiv. Die montane Art lebt auf blütenreichen Wiesen zwischen 1200 und 1600 Metern Seehöhe. Sie ist bisher nur aus dem Südwesten Syriens (Hermon) und aus der Nähe von Navale (Provinz Mardin) aus dem Süden der Türkei bekannt. Die Falter fliegen von Ende April bis Ende Mai. Sämtliche Präimaginalstadien sind unbekannt.

## Taxonomie und Systematik
Neuere DNA-Untersuchungen legen nahe, dass die Art nahe mit Hemaris aksana verwandt ist. Bei diesen beiden Arten, die wiederum mit Hemaris tityus näher verwandt sind, scheint es sich um die westlichen und östlichen Überreste eines ursprünglich während der letzten Eiszeit im kühleren, stärker bewachsenen und feuchteren Nordafrika lebenden gemeinsamen Vorfahren zu handeln.

## Belege